# 水谷勝
水谷 勝（みずたに まさる、英: Masaru Mizutani、1949年10月7日 - ）は、愛知県津島市出身のオートバイ・ロードレースライダー。1982年の全日本ロードレース選手権・500ccクラスチャンピオン。
「東海の暴れん坊」、「ミスター・スズキ」の異名を持つ 。

## 来歴

### モトクロスからロードレースへ
16歳で家にあった父親の「ホンダ・ベンリィ」に初めて乗り、オートバイの楽しさを知るとすぐにホンダ・CBを購入。次に350ccのカワサキ・A7に乗り継ぎ、空いた道を見つけて飛ばしていた。地元・津島にダートレース場があったことから、17歳の時に初参加し8位に入ると、その走りを見た先輩からより本格的なモトクロス競技を勧められる。水谷は「とにかく負けず嫌いだったので、もっと速い人がいるなら負けたくないという思いでダートからモトクロスにまで足を突っ込んじゃった。そうやってたどりつくまで自然な感じでレース界に飛び込んでいた。」と語っている。また走法についても、「モトクロスが原点にあるから、リヤが滑っても、雨の中でも、滑りに対しての恐怖感はない。」と自身の特長を述べ、「モトクロスを2-3年やってからロードに転向するのは、マシンコントロールも覚えるしスピードに目が慣れるのでいいと思う。それに根性のあるやつが育つ。」と利点を証言する。MFJライセンス区分でのエキスパートジュニア（後の国際B級）まではモトクロスでの実績によって昇格した。
1976年、26歳の時に中古のヤマハ・TZ250を入手し、ロードレースへ転向。デビューとなる全日本選手権筑波大会・ジュニア250/350混走クラスで優勝。同年のジュニア250ccチャンピオンを獲得する。この実績によって1977年エキスパート（国際A級）に昇格、鈴鹿日本GPで優勝。1979年はヤマハ・TZ750で750ccクラスチャンピオンを獲得する。1980年シーズンまでTZで750ccに参戦していたが、同年シーズン終盤にスズキワークスの横内悦夫から直々に声がかかり、スズキ契約レーサーとなった。
1981年に全日本の最高クラスが750ccから500ccへと移行し、水谷はスズキ・RG500で参戦、4月に行われた全日本第4戦日本グランプリロードレースで優勝、最終戦鈴鹿でも2位に入りランキングでは5位を獲得。1982年、全日本ロードレース選手権の最高峰である500ccクラス参戦レース7戦全勝で国際A級500ccクラスチャンピオンに輝く。1980年代のロードレースにおいて、スズキのエースライダーとして1985年までライバル・ヤマハの平忠彦とバトルを展開し、ロードレースを盛り上げた。1985年から1987年の3シーズンはウォルター・ウルフのカラーリングで参戦した。
現在は、自身のロードレースチームである『Team MIIR（チーム エム・ツー・アール）』を立ち上げ、全日本ロードレース選手権 JSB1000クラス、鈴鹿8時間耐久ロードレースに参戦を行っている。

### 水谷とウォルターウルフ

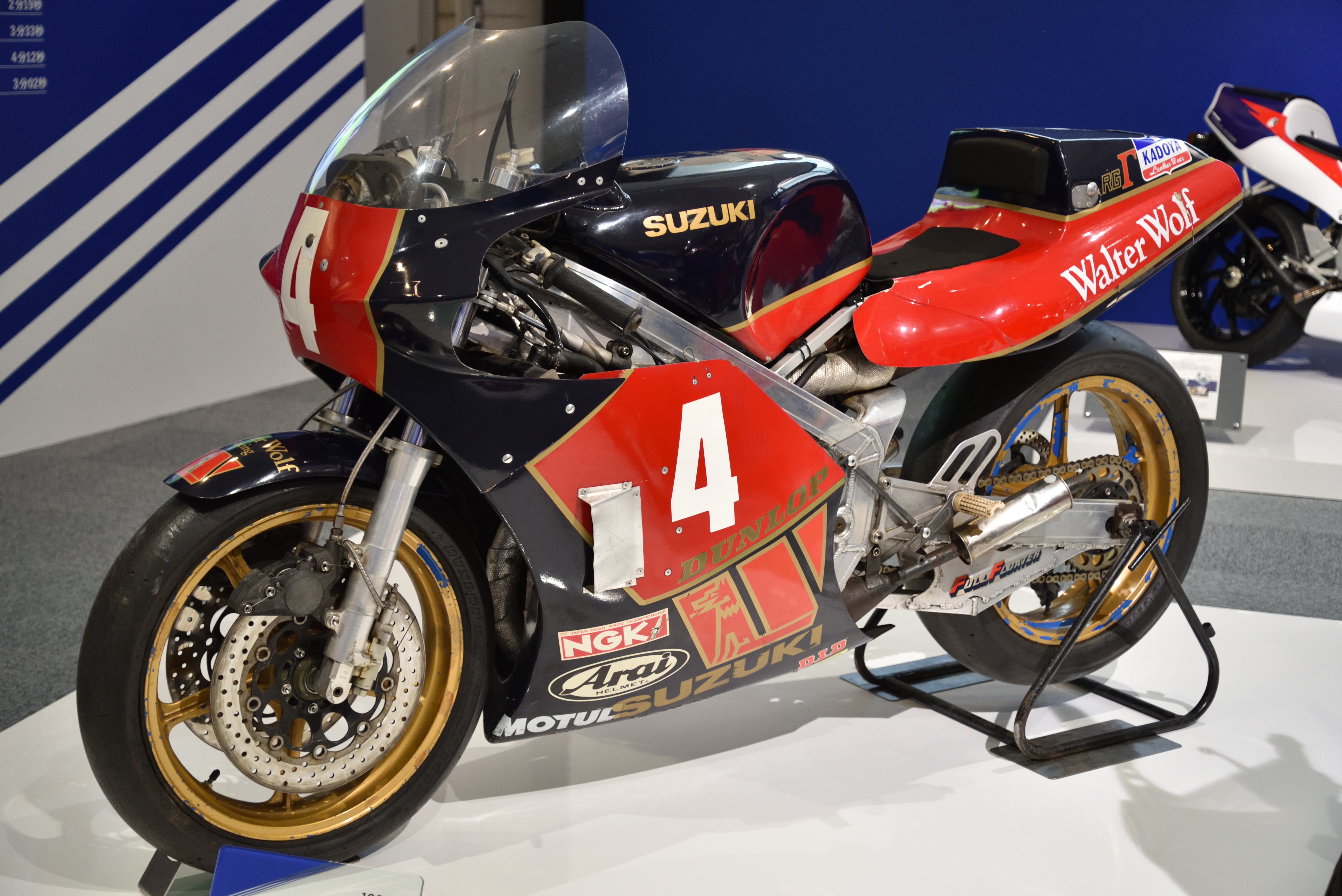
1985年の全日本ロードレース選手権に参戦したウォルターウルフカラーのRGΓ500

1983年シーズン終了をもってスズキはワークス参戦を一時休止する。1984年からの水谷は、スズキから新規開発の止まったマシンの供給を受けるプライベーターとして全日本ロードレース選手権500ccクラスに自チームを組織して継続参戦することになった。
1985年、スズキは、市販車であるRG-Γシリーズの販売促進のために、ウォルター・ウルフのイメージカラーをファクトリーレーサーであるRG-Γ(XR70)に施し、水谷勝にイメージ戦略を委ねる。
水谷の勇敢な走りと、ウォルター・ウルフのデザイン性から、市販車のRG-Γシリーズは大ヒットの商品となり、関連のヘルメットやレーシングスーツ、ブルゾンなどの関連商品も数多く販売された。
1986年には、ファクトリーレーサーを改良しXR70/50とするが、基本的に開発が終了しているスズキのスクエア4エンジン搭載マシンはヤマハやホンダの最新V4エンジン搭載ファクトリーレーサーより絶対的なパワー・直線スピードが不足していた。水谷は自らのコーナーへのブレーキングテクニックの腕を最大の武器としてライバルの平や八代俊二、木下恵司と戦っていた。
1987年、スズキは新型マシンを開発しファクトリー活動を再開。エンジン形式は旧来のスクエア4タイプからV型4気筒へと変更され、形式名もRGV-Γ(XR72)となった。産声を上げたばかりのマシンだったが、水谷は全日本第2戦筑波大会で優勝を果たす。しかしこの年をもって、スズキのウォルター・ウルフブランドの版権契約が終了。翌1988年からはスズキワークスの青白のカラーリングとなった。
ウォルター・ウルフカラーで市販化されたオートバイはRG-Γシリーズ（50cc～500cc）のみならず、50ccスクーター「Hi」にも存在した。

### 「風の会」
水谷はスズキ竜洋テストコースで行われた、スズキ車ユーザー参加の走行会にゲスト参加していた車椅子の青年を誘いテストコースでタンデム走行を行った。そのとき同乗した下半身不随の青年は、コーナーに差し掛かる度に、水谷の尻を太股で締める動きを見せた。
動かないはずの足に力が入ったことでオートバイに乗ることがリハビリになる可能性があると感動、この感動をプロライダーの仲間にも分かち合って欲しいと2002年にボランティア団体「風の会」を結成した。水谷は会長、副会長には上田昇が就任。毎年鈴鹿サーキットで開催される鈴鹿8時間耐久ロードレースの決勝前日、鈴鹿サーキットに現役・OBのプロライダーが集結し、身体的ハンディキャップをもつ方々を招待。サーキットコースをプロが運転する後部シートに同乗して2周するというイベントを開催している。

## レース戦績
- 1976年 - 全日本筑波大会ジュニア250ccでロードレース初出場 ジュニア250ccクラス チャンピオン
- 1977年 - 国際A級昇格
- 1979年 - 全日本ロードレース選手権 国際A級750ccクラス チャンピオン
- 1981年 - スズキ契約ライダーとなる。
- 1982年 - 全日本ロードレース選手権 国際A級500ccクラス チャンピオン（7戦7勝）
- 1984年 - 全日本ロードレース選手権500ccクラス ランキング4位
- 1985年 - 全日本ロードレース選手権500ccクラス ランキング2位（ウォルター・ウルフ）
- 1986年 - 全日本ロードレース選手権500ccクラス ランキング3位（ウォルター・ウルフ）、世界選手権スポット参戦（オランダ14位、ベルギー13位）
- 1987年 - 全日本ロードレース選手権500ccクラス ランキング5位（ウォルター・ウルフ）
- 1988年 - 全日本ロードレース選手権500ccクラス ランキング4位
  - ロードレースを一時引退、四輪レースに参戦する傍ら、若手ライダーの育成を行う
- 1997年 - ロードレース活動を再開。鈴鹿8時間耐久レースに参戦 36位
- 1998年 - 鈴鹿8時間耐久レース リタイア（チーム ライディングスポーツ）阿部孝夫と組んで出場
- 1999年 - 鈴鹿8時間耐久レース 24位（チーム ライディングスポーツ）阿部孝夫と組んで出場
- 2000年 - 鈴鹿8時間耐久レース 37位（スズキ創立80周年記念チーム）
- 2001年 - 鈴鹿8時間耐久レース 34位（Team SURF JAJA）
- 2002年 - 鈴鹿8時間耐久レース 34位（Team MIIR）
- 2003年 - 鈴鹿8時間耐久レース 24位（Team MIIR）
- 2004年 - 鈴鹿8時間耐久レース 規定周回数走行できず（Team MIIR）
- 2005年 - 鈴鹿8時間耐久レース 19位（Team MIIR）
- 2006年 - 鈴鹿8時間耐久レース 23位（Team MIIR）
- 2010年 - 鈴鹿8時間耐久レース 23位（Team MIIR）還暦を迎え、且つ、負傷からのリカバリー後の復帰戦

### 全日本ロードレース選手権
| 年     | チーム                               | マシン           | 区分         | クラス | 1       | 2       | 3       | 4       | 5       | 6       | 7       | 8       | 9       | 10      | 11      | 順位 | ポイント |
| ------ | ------------------------------------ | ---------------- | ------------ | ------ | ------- | ------- | ------- | ------- | ------- | ------- | ------- | ------- | ------- | ------- | ------- | ---- | -------- |
| 1976年 | 東海スポーツライダース               | ヤマハ・TZ250    | ジュニア     | 250cc  | TSU 1   | SUZ     | SUZ 2   | TSU 2   | SUG 1   | SUZ     | TSU 1   | SUZ 1   |         |         |         | 1位  | 75 (87)  |
| 1977年 | 東海スポーツライダース               | ヤマハ・TZ350    | エキスパート | 350cc  | SUZ     | TSU 2   | SUZ     | TSU     | SUG 1   | SUZ     | SUZ 6   |         |         |         |         | 7位  | 27       |
| 1978年 | 東海スポーツライダース               | ヤマハ・TZ350    | エキスパート | 350cc  | SUZ 3   | TSU     | SUZ 5   | TSU     | SUZ 5   | TSU     | SUG     | SUZ     | SUZ     |         |         | 5位  | 22       |
| 1979年 | 東海スポーツライダース               | ヤマハ・TZ750    | 国際A級      | 750cc  | TSU     | SUZ     | TSU     | SUZ     | TSU     | SUZ 1   | SUG     | TSU     | SUZ 1   |         |         | 1位  | 30       |
| 1980年 | 東海スポーツライダース               | ヤマハ・TZ750    | 国際A級      | 750cc  | SUZ 2   | SUG     | SUZ 2   | SUZ     | TSU     | SUG     | TSU 1   | SUZ 3   |         |         |         | 2位  | 57       |
| 1981年 | 東海スポーツライダース               | スズキ・RGB500   | 国際A級      | 500cc  | SUZ     | SUZ 1   | SUG 7   | SUZ     | SUG 4   | SUZ 2   |         |         |         |         |         | 5位  | 38       |
| 1982年 | S.R.P.J                              | スズキ・RGB500   | 国際A級      | 500cc  | SUZ 1   | TSU 1   | SUZ 1   | SUG 1   | SUZ 1   | TSU 1   | TSU 1   | SUG DNS | SUZ C   |         |         | 1位  | 105      |
| 1983年 | S.R.P.J                              | スズキ・RG-Γ500  | 国際A級      | 500cc  | SUZ 2   | TSU Ret | SUZ inj | TSU inj | SUG inj | SUZ inj | TSU inj | SUG 3   | SUZ 5   |         |         | 7位  | 31       |
| 1984年 | MMプロジェクトチーム                 | スズキ・RGB500   | 国際A級      | 500cc  | SUZ Ret | TSU 3   | SUG 5   | SUZ 4   | TSU 5   | SUG 4   | SUZ Ret | TSU 5   | SUG 4   | SUZ Ret | TSU 2   | 4位  | 104      |
| 1985年 | MIIプロジェクト (Walter Wolf SUZUKI) | スズキ・RG-Γ500  | 国際A級      | 500cc  | SUZ 4   | TSU 2   | SUZ 3   | TSU 2   | SUG 2   | SUZ 3   | SUG 2   | TSU C   | SUG 1   | SUZ Ret |         | 2位  | 131      |
| 1986年 | MIIプロジェクト (Walter Wolf SUZUKI) | スズキ・RG-Γ500  | 国際A級      | 500cc  | SUZ Ret | TSU C   | SUG 2   | SUZ 2   | TSU 1   | SUG 3   | SUZ 1   | SUG Ret | SUZ Ret |         |         | 3位  | 89       |
| 1987年 | MIIプロジェクト (Walter Wolf SUZUKI) | スズキ・RGV-Γ500 | 国際A級      | 500cc  | SUZ 6   | TSU 1   | SUZ 5   | TSU Ret | SUG 4   | TSU 1   | SUG Ret | TSU Ret | SUG 7   | SUZ 5   | TSU Ret | 5位  | 85       |
| 1988年 | MIIプロジェクト                      | スズキ・RGV-Γ500 | 国際A級      | 500cc  | SUZ 6   | TSU 10  | SUZ Ret | TSU 4   | SUZ 5   | TSU 3   | SUG 2   | SUG 2   | SUZ Ret | SUG 5   | TSU Ret | 4位  | 94       |

- 太字はポールポジション。

### ロードレース世界選手権
| 年     | クラス | マシン        | 1       | 2   | 3   | 4   | 5   | 6      | 7      | 8   | 9   | 10  | 11  | 12  | 13  | 14  | 15  | 順位 | ポイント |
| ------ | ------ | ------------- | ------- | --- | --- | --- | --- | ------ | ------ | --- | --- | --- | --- | --- | --- | --- | --- | ---- | -------- |
| 1986年 | 500cc  | スズキ・RGΓ   | ESP     | ITA | GER | AUT | YUG | NED 14 | BEL 13 | FRA | GBR | SWE | RSM |     |     |     |     | NC   | 0        |
| 1987年 | 500cc  | スズキ・RGV-Γ | JPN Ret | ESP | GER | ITA | AUT | YUG    | HOL    | FRA | GBR | SWE | CZE | SMA | POR | BRA | ARG | NC   | 0        |
| 1988年 | 500cc  | スズキ・RGV-Γ | JPN 17  | USA | ESP | EXP | NAC | GER    | AUT    | HOL | BEL | YUG | FRA | GBR | SWE | CZE | BRA | NC   | 0        |

### 鈴鹿8時間耐久ロードレース
| 年   | チーム                          | ペアライダー | 車番 | マシン           | 予選順位 | 決勝順位 | 周回数 |
| ---- | ------------------------------- | ------------ | ---- | ---------------- | -------- | -------- | ------ |
| 1978 |                                 | 木下恵司     | 25   | ヤマハ・TZ350    | 6位      | 33位     | 70     |
| 1998 | チームライディングスポーツ&SURF | 阿部孝夫     | 67   | スズキ・GSX-R750 | 36位     | Ret      | 83     |
| 1999 | チームライディングスポーツ      | 阿部孝夫     | 101  | スズキ・GSX-R750 | 37位     | 24位     | 193    |

## 参照
1. 1 2 3 4 5  「モーターサイクルスポーツ大いに語る ロードレース水谷勝」『ライディング No.170』日本モーターサイクルスポーツ協会、1984年7月1日、20-29頁。
2. ↑  「エントリーリスト500cc 31水谷勝」『87世界選手権第1戦日本グランプリ 公式プログラム』鈴鹿サーキットランド、1987年3月発行、64頁。
3. ↑  「ロードレース頂点のレースは500ccクラスに変更」『ライディング No.125』日本モーターサイクルスポーツ協会、1981年1月1日、11頁。
4. ↑  「1984 TOP RANKER 全日本選手権500cc」『ライディングスポーツ3月号増刊 YEARBOOK 1984-1985』武集書房、1985年4月1日、184頁。
5. ↑  「全日本チャンピオン獲得に燃える男たち 水谷勝」『グランプリ・イラストレイテッド No.20』ヴェガ・インターナショナル、1987年5月1日、94頁。